# 源智の井戸

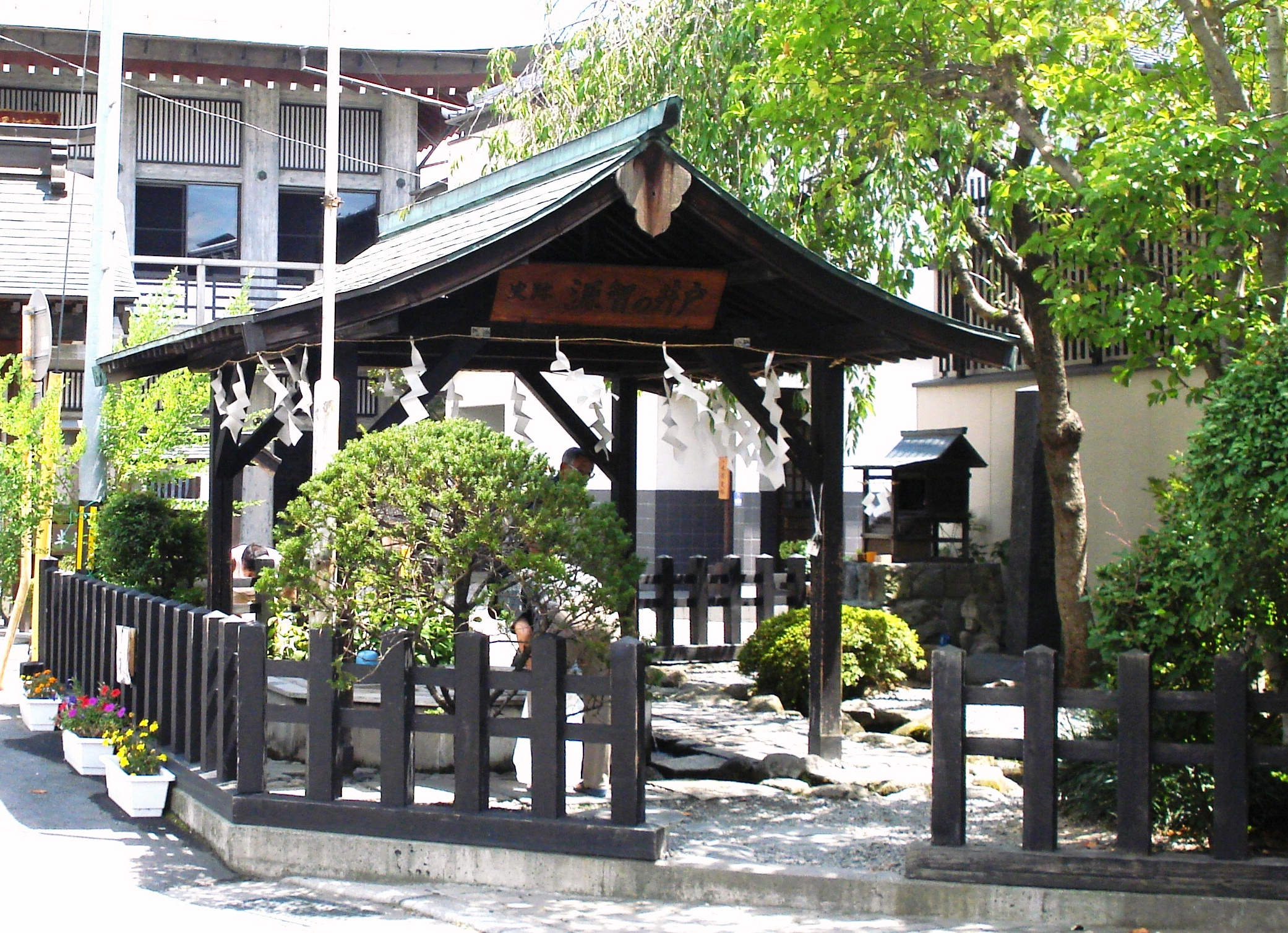
源智の井戸（背後に見えるのが瑞松寺）

源池の井戸（げんちのいど）は長野県松本市中央にある井戸。松本市の特別史跡に指定されている。
毎分約230リットルの水が湧き出ており、現在でも多くの人々が訪れ、飲料水として汲んだり、清水として利用されている。松本市にはいくつかの井戸が存在しているがこの源智の井戸が最大とされ、有名な観光スポットになっている。
地元の有志により「井戸を守る会」が結成され、環境の整備が行われている。

## 概要
松本城下町が形成される前から飲用水と使われていたとされ、城下町が形成されてからは主に宮村に住む人に使われた。その後、この地に住居を構えていた河辺氏に所有権が移り、河辺縫殿助源智の名を取り、源智の井戸と呼ばれるようになった。1881年（明治13年）の明治天皇松本御巡幸の際には御膳水として使われた。
1843年（天保14年）に刊行された「善光寺道名所図会」には信濃国第一の名水とする旨が示されている。
2008年（平成20年）6月には、環境省による「平成の名水百選」に、「まつもと城下町湧水群」が選定され、その代表的なもののひとつ。

## 所在地
松本市中央3-741ホ

## 周辺
- 瑞松寺 - 井戸の隣接にある曹洞宗の寺院。この寺の前身である「宝泉院」は、もとは井戸の位置にあったとされる。
- 生安寺小路（高砂通り）